# Universidade da Cantábria
A Universidade da Cantábria (em castelhano: Universidad de Cantabria) é uma instituição de ensino superior pública com sedes em Santander, Torrelavega e Comillas, na Espanha. Fundada em 18 de agosto de 1972, com o nome de Universidade de Santander, possuía 11.862 alunos e 1.273 docentes em 2017. Seu atual reitor é Ángel Pazos Carro.